# Francesco Arca (carabiniere)
Francesco Arca (fl. XIX secolo) è stato un vicebrigadiere dei Carabinieri Reali, insignito di due Medaglie d'argento al valor militare per i fatti che lo videro protagonista durante la Guerra d'Eritrea e la Guerra di Abissinia.

## Vicende storiche
Comandante del posto di Sabarguma,  tra Saati e Ghinda, il 17 aprile 1894 era in perlustrazione con uno zaptié, quando fu assalito da una decina di predoni. Nonostante fosse ferito ad una coscia, aiutato dall'indigeno, riuscì a uccidere due assalitori ed a mettere in fuga gli altri. Successivamente, a proposito della sua avventura, il vicebrigadiere raccontò che lo zaptié che era con lui, invitato a non avere paura rispose "Carabiniere mai avere paura". Nel maggio dello stesso anno, a poco più di un mese dai fatti, gli venne concessa la Medaglia d'argento al valor militare.
Nel 1896 il vicebrigadiere Arca si distinse nuovamente nella difesa del forte di Macallè, tentando di superare le truppe nemiche che assediavano il forte, in modo da portare un piego urgente al governatore ed al Generale Oreste Baratieri. Nel luglio dello stesso anno gli venne concessa la seconda Medaglia d'argento al valor militare.